# Interessenvertretung
Eine Interessenvertretung (auch Interessengruppe, seltener Interessensvertretung oder Interessensgruppe) ist eine Person, Gruppe oder Institution, die Interessen einer bestimmten Gesellschafts-, Wirtschafts- oder Berufsgruppe definieren und vertreten soll. Interessenvertretungen werden auch – nicht selten negativ konnotiert – als Lobbys bezeichnet.
Oft treten solche Vertretungen in Konfliktsituationen als Pressure Groups auf, die versuchen, Druck auf Entscheidungsträger auszuüben. Je höher die Wahrscheinlichkeit ist, dass ein solcher Druck zum Erfolg führt, desto mächtiger ist die Interessenvertretung.

## Grundgedanke
Der Begriff des Interessenverbandes ist definiert als: „Ein freiwilliger oder durch verschiedene Formen des Zwanges erfolgter Zusammenschluss von natürlichen oder juristischen Personen, der zu einem Mindestmaß verfasst ist, um Interessen der Mitglieder entweder selbst zu verwirklichen oder durch Mitwirkung oder Einwirkung auf Gemeinschaftsentscheidungen durchzusetzen, ohne selbst die Übernahme politischer Verantwortung anzustreben.“
Grundgedanke der Interessenvertretung ist immer die Mitbestimmung, das heißt, Menschen und Unternehmen, die von gesellschaftlichen oder anderen Entscheidungen und Entwicklungen betroffen sind, die Gelegenheit der Mitsprache und darüber hinaus der Beteiligung an Entscheidungen zu geben. Dies dient dem sozialen Frieden und ist meist zweckbezogen.
Da aber nicht alle mit allen zugleich beraten und verhandeln können, ist es in der Regel erforderlich, dass die vertretenen Personen innerhalb der Interessenvertretung die Möglichkeit haben, gemeinschaftlich und demokratisch eine einheitliche Position zu entwickeln, die dann von den Mitgliedern getragen und von den Vertretern nach außen artikuliert wird.

## Formenvielfalt
Die Interessen leiten sich meistens direkt oder indirekt aus den Grundrechten ab. Nach diesen Interessenfeldern lassen sich die Interessenvertretungen gliedern (zum Beispiel Arbeit, Verbraucher usw.). In der Demokratie werden sie durch Versammlungsfreiheit, Vereinigungsfreiheit usw. geschützt.
Manche Interessenvertretungen werden durch gesetzliche Grundlagen ausdrücklich untermauert (zum Beispiel Betriebsräte durch das Betriebsverfassungsgesetz), andere beruhen ausschließlich auf privater Initiative (z. B. ADAC, Bürgerinitiativen). Wenn sie als Vereinigung oder Körperschaft eine relevante Größe und Rechtsform (zum Beispiel Verein) erreicht haben, spricht man von Interessenverbänden.
Zur Interessenvertretung zählen aber auch Betriebsräte, Personalräte, Schülerräte, Fachschaftsräte, Elternversammlungen in Schulen und Kindergärten, Heimräte in Seniorenanlagen und viele mehr im Bereich der Selbstverwaltung und Mitbestimmung.
Im politischen Kontext fasst man unter Interessenvertretungen die berufsständischen Vertretungen, Unternehmer- und Wirtschaftsbünde (dafür verwendet man auch den Ausdruck Sozialpartnerschaft), die Regionalvertreter (Kommunen, Regionalverbände) gegenüber den gesamtstaatlichen Organen, Fachverbände und ähnliche zusammen.

## Strategien der Einflussnahme
Die Strategie der Einflussnahme sind vielfältig. Während die outside strategy sich primär an die Öffentlichkeit richtet und zu deren Mobilisierung dient, bezeichnet die inside strategy eine eher traditionelle Form des Lobbyismus, welcher meist von wirtschaftlichen Interessen getragen wird. Beide Strategien versuchen an verschiedenen Punkten des Politikzyklus anzusetzen.

### Öffentlichkeitsarbeit
Jede Interessenvertretung muss sich insbesondere der Kritik der anderen Seite stellen, weil es gesellschaftliche Gruppen mit entgegengesetzten Interessen gibt (Interessenkonflikt). Die Auseinandersetzungen werden in der Regel auch über die Medien und die Öffentlichkeit ausgetragen. Eine Öffentlichkeitsarbeit nach außen und auch nach innen (Information der Mitglieder) ist demzufolge notwendiger Bestandteil einer Interessenvertretung.
Bei der institutionell verankerten Interessenvertretung ist auch zu berücksichtigen, dass zum Beispiel Informationen aus der Mitwirkung in einem Verwaltungsrat oftmals dem Amtsgeheimnis unterliegen (vgl. Verwaltungsverfahrensgesetz), im Betriebsrat Schweigepflicht über die Beratungen mit Mitarbeitern einzuhalten ist und im Personalrat bei schwebenden Verfahren Stillschweigen gilt.

### Lobbyismus
Ein wesentliches Merkmal des Lobbyismus ist sein Projektcharakter. Im Gegensatz zur Öffentlichkeitsarbeit der Interessenverbände, welche als dauerhafte Austauschbeziehung mit der Politik verstanden werden kann, erfolgt Lobbyismus punktuell, innerhalb spezifischer Rahmenbedingungen und mit dem Ziel, die Chancen zur Durchsetzung einzelner Interessen zu erhöhen.

### Stellungnahme
In Deutschland gibt es für Interessenverbände durch die Gemeinsame Geschäftsordnung der Bundesministerien eine Möglichkeit der Interessenvertretung, die sich zwischen Öffentlichkeitsarbeit und Lobbyismus bewegt. § 47 GGO schafft eine Grundlage für die Beteiligung betroffener Verbände im Rahmen von Gesetzgebungsverfahren. Das jeweils zuständige Fachministerium ist gehalten, betroffene Verbände zu einer Stellungnahme aufzufordern. Allerdings gibt es für die Verbände keinen Rechtsanspruch auf Übernahme ihrer Argumente in die Regelung.

## Probleme
Ein Grundproblem kann sich entwickeln, wenn eine Interessenvertretung ohne Einbezug ihrer Basis agiert, d. h. des Personenkreises, den sie vertreten sollen und der sie z. T. gewählt hat. Eine Meinung, von der nicht sichergestellt ist, dass sie von der eigenen Basis mehrheitlich gewünscht, verstanden und getragen wird, ist in der Regel auch nach außen unglaubwürdig und beschädigt das Ansehen und die Macht der Interessenvertretung. 
Ferner können sich auch Interessenvertretungen entwickeln, die zwar die ökonomischen Bedürfnisse ihrer wirtschaftlich oder politisch starken Mitglieder wahren, aber den Interessen der Gesellschaft gegebenenfalls schaden können. Ursachen können fehlendes Bewusstsein für die gesellschaftliche Verantwortung und die möglicherweise schadhaften Auswirkungen des eigenen Handelns auf andere oder auch ein Beharren auf Ideologien sein.
In totalitären Staaten widerfährt den Interessenvertretungen die Gleichschaltung und Kontrolle durch den Staat.
In diesem Zusammenhang steht die Frage, ob sich Interessenvertretungen eng an ihre  eigentliche Zweckbestimmung halten müssen, oder ob ihre gesellschaftliche Verantwortung es zugleich sogar verlangt, dass sie zu anderen politischen Themen Stellung nehmen. Zum Beispiel ist an den Hochschulen das Allgemeinpolitische Mandat umstritten.

## Rechtsgrundlagen

### Deutschland
Eine gesetzliche Grundlage für die Bildung von Interessengruppen wurde 1869 mit der Gewerbefreiheit sowie 1867 mit der Festlegung der Koalitionsfreiheit geschaffen. Im preußischen Kaiserreich und der Weimarer Republik herrschte oftmals eine sehr enge Parteibindung zwischen den Verbänden und den politischen Parteien vor.
Die Rechtsgrundlage für Betriebsräte ist im Betriebsverfassungsgesetz festgelegt. Schon 1920 gab es das Betriebsrätegesetz.
Personalräte folgten in den 1920er Jahren. Die Arbeit der Personalräte ist in den Mitbestimmungsgesetzen der Länder geregelt, zum Beispiel im Landespersonalvertretungsgesetz Berlin (LPersVG).
Auch die Allgemeinen Studierendenausschüsse (AStA) entstanden in den 1920er Jahren. Ihre Arbeit ist den Hochschulgesetzen der Länder geregelt. In Bayern gibt es jedoch keine Regelungen. Dort arbeiten provisorisch die Unabhängigen Studierendenausschüsse (UStA) an den Hochschulen.
Auch die Mitbestimmung in Seniorenheimen ist gesetzlich geregelt (Heimmitwirkungsverordnung). In Studentenwohnheimen ergaben sich Rechtsgrundlagen nur aus den Förderbestimmungen (zum Beispiel Bundesjugendplan). Die Schaffung von Mieterbeiräten im sozialen Wohnungsbau wurden Anfang der 1980er Jahre von der sozialliberalen Koalition diskutiert, aber es wurden keine Rechtsgrundlagen dafür geschaffen. Trotz des Fehlens rechtlich verbindlicher Vorgaben hat der Berliner Senat seine landeseigenen Wohnungsbaugesellschaften verpflichtet, bei den Unternehmen demokratisch gewählte Mieterbeiräte zur Vertretung der Mieterinteressen zu bilden und Leitlinien für die Zusammenarbeit vereinbart. Zur Stärkung der Mietermitbestimmung hat er zum 1. Januar 2016 die Bildung von Mieterräten bei diesen Unternehmen beschlossen.

## Europäische Union
In der Europäischen Union besteht eine umfassende Praxis der Einbindung von Interessenvertretern. Im Artikel 11 des Vertrags über die Europäische Union sind Grundsätze für Konsultation und Partizipation festgelegt.